# Francisco Augusto de Oliveira Feijão
Francisco Augusto de Oliveira Feijão (Almada, 24 de Novembro de 1850 — Várzea, 11 de Novembro de 1918), conhecido também por O Mestre Feijão, foi um prestigiado médico, higienista e intelectual, reputado como excelente cirurgião e obstetra. Professor de cirurgia na Escola Médico-Cirúrgica de Lisboa e médico da Casa Real Portuguesa, foi dirigente da Sociedade das Ciências Médicas de Lisboa, onde apresentou notáveis comunicações. Era dotado de grande cultura literária, traduzia fluentemente o latim e recitava longas estrofes dos poetas latinos. Proprietário de terras no Ribatejo, também nutria grande interesse pela agricultura, tendo sido dirigente da Associação Central da Agricultura Portuguesa, par do reino e deputado eleito pelo círculo eleitoral de Évora em representação dos interesses agrícolas.

## Biografia
Concluiu o curso de Medicina na Escola Médico-Cirúrgica de Lisboa em 22 de Julho de 1873, tendo ingressado como médico do banco do Hospital de São José, em Lisboa, em 3 de Fevereiro de 1874. Permaneceu toda a sua vida profissional naquele hospital, tendo terminado sua carreira profissional como director de enfermaria, cargo para que foi nomeado em 3 de Dezembro de 1885. Foi cirurgião-director das enfermarias de São Luís e de São Carlos daquele hospital.
Em 1876 foi admitido como preparador e conservador no Museu de Anatomia da Escola Médico-Cirúrgica de Lisboa, na qual foi em 1878 nomeado médico substituto da Secção Cirúrgica. Em 1879 passou a professor de Anatomia Patológica, sendo em 1880 foi nomeado assistente da cadeira de Obstetrícia. Foi promovido a lente daquela Escola por Decreto de 29 de Setembro 1881, passando a leccionar a cadeira de Clínica Cirúrgica. Ao longo da sua carreira foi docente de Anatomia Patológica, Obstetrícia e Clínica Cirúrgica. Com a transformação da Escola Médico-Cirúrgica em Faculdade de Medicina da Universidade de Lisboa, passou a integrar o quadro daquela instituição.
Figura esbelta e de palavra insinuante, ao longo da sua carreira granjeou largo prestígio social e clínico, especialmente como excelente cirurgião e como parteiro sabedor e prudente. Clínico de grande sucesso, era considerado um hábil cirurgião e um dos melhores profissionais da sua época. A diversidade dos temas apresentados e discutidos na Sociedade das Ciências Médicas de Lisboa mostra a versatilidade e profundidade dos seus conhecimentos. Foi presidente da Associação dos Médicos Portugueses e um activo sócio-correspondente da Academia Real das Ciências de Lisboa.
A análise das comunicações que apresentou, mostram que acompanhava de perto o progresso das ciências médicas, tendo sido introdutor em Portugal de diversas técnicas, tendo praticado as primeiras tiroidectomias, para controlo do hipertiroidismo, e as primeiras ovariectomias para remoção de tumores do ovário que se fizeram em Portugal. Como higienista, foi pioneiro na prática da antissepsia com utilização dos pensos desenvolvidos por Camille Guérin e por Joseph Lister e no uso das técnicas da assepsia com base nos trabalhos e conselhos de Louis Pasteur.
Numa faceta pouco comum à época, demonstrava ter preocupações médico-sociais, nomeadamente interessando-se pela doenças profissionais e pelas consequência dos acidentes de trabalho, juntando as preocupações sociais às do clínico e do higienista, como demonstrou na conferência inaugural na Sociedade das Ciências Médicas de Lisboa em 1907. Também era notável o seu interesse pela agricultura, matéria a que dedicou grande atenção, tendo participado activamente no movimento associativo agrário e utilizado as suas terras no Ribatejo como campo experimental para diversas técnicas.
Médico assistente de muito diplomatas, foi médico consultor da Casa Real e acompanhou nessa qualidade a rainha D. Amélia de Orleães e o rei D. Carlos I de Portugal na viagem que os soberanos fizeram aos Açores em Julho de 1901. Grande amigo do rei, após o regicídio de 1908 abandonou a clínica e a destacada vida social que levava, mantendo apenas a sua actividade docente, passando a dedicar mais tempo à sua actividade como agricultor na Quinta da Mafarra, na freguesia da Várzea (Santarém).
O interesse do Professor Oliveira Feijão pela agricultura levou a que em 1888 se fizesse sócio da Real Associação Central da Agricultura Portuguesa, da qual em 20 de Março de 1902 foi eleito presidente, cargo que exerceu até 17 de Agosto de 1914, quando o deixou por motivos de saúde. A sua intervenção no sector mostra que entendia que apenas através da modernização da agricultura se poderia arrancar o mundo rural do marasmo em que jazia. Para isso defendia a instrução e educação da gente dos campos pois considerava que sem pessoas aptas para as novas tecnologias não era possível divulgar e pôr em prática os novos processos de trabalho agrícola. Também se empenhou na fundação de adegas sociais e na organização de cooperativas de produção e de venda para regular a comercialização dos produtos agrícolas. Participou em vários congressos agrícolas, nomeadamente nos de viticultura (1900), olivicultura e indústria do azeite (Itália, 1905). Interessou-se pela cultura dos cereais, utilizando a sua quinta como campo experimental, e pela ovinocultura, sendo grande a fama dos carneiros da Quinta da Mafarra.
Para além da participação em diversos congressos e reuniões, o seu envolvimento no sector agrícola levou a que fosse eleito par do reino e deputado independente com um programa político centrado na defesa da causa dos agricultores. Foi por duas vezes par do reino electivo em representação do Distrito de Portalegre, eleito a 14 de Abril de 1890 e novamente a 30 de Abril de 1894. Nas eleições gerais de 19 de Agosto de 1906 (39.ª legislatura) foi eleito deputado pelo círculo eleitoral de Évora, como independente integrado na lista da Concentração Liberal por indicação do Partido Regenerador Liberal.
No Parlamento dedicou-se essencialmente a assuntos de política agrícola, embora tenha também apresentado propostas e participados em debates sobre políticas de saúde e de ensino. Durante o período em que foi deputado, apesar da área política pela qual tinha sido eleito, opôs-se às políticas do ministro Malheiro Reimão, responsável pela agricultura, o que levou a que se afastasse de João Franco, ao tempo Presidente do Ministério, com o qual teve divergências profundas em matéria de política agrícola, em especial nas questões respeitantes à viticultura. Defensor de medidas de restrição ao plantio de novas vinhas, participou intensamente no debate da lei n.º 2 de 1907 que pretendia debelar a crise que o sector vinícola então enfrentava. Quando as suas posições foram derrotadas na Câmara dos Deputados, essencialmente devido à pressão dos viticultores do Douro, abandonou o Parlamento em protesto, tendo renunciado ao lugar em 26 de Fevereiro de 1907.
Paralelamente à sua actividade profissional, era considerado um intelectual de grande mérito, detentor de grande cultura literária. Traduzia fluentemente o latim e recitava longas estrofes dos poetas latinos. Era poliglota, tendo deixado algumas traduções do francês, língua que utilizava com a mesmo facilidade com que o fazia na língua materna. Na juventude dedicou-se à poesia, embora a sua obra tenha permanecido inédita.
Antes do regicídio era frequentador assíduo dos salões aristocráticos e diplomáticos. Na sua Quinta da Mafarra, dedicava-se à equitação todas as manhãs, no que era acompanhado pela esposa, exímia amazona. Também se dedicava à caça e era amador de touradas.
Foi condecorado com a grã-cruz da Ordem de Isabel a Católica e com a grã-cruz da Ordem de Francisco José da Áustria. O seu nome é recordado na toponímia de Almada e da Charneca de Caparica.

## Obras publicadas
Além de artigos dispersos por vários jornais e múltiplas comunicações científicas, é autor das seguintes monografias:
- Organismo e Traumatismo, Lisboa, 1873;
- Patogenia das Metástases, Lisboa, 1875;
- Feridas e Pensos, Lisboa, 1877;
- Lições de clínica cirúrgica feitas no anfiteatro anexo às enfermarias de clínicas escolares do Hospital Real de São José, Lisboa, 1883;
- Sur un cas de microcéphalie au Portugal, Lisboa, 1884;
- Álcool, Congresso Vinícola Nacional, Lisboa, 1900;
- A Época da Maturação e Apanha da Azeitona, Escolha e Lavagem do Fruto. Comunicação ao Congresso de Leitaria, Olivicultura e Indústria do Azeite de 1905;
- Sur une maladie du tissu cellulaire sous-cutané, XV Congresso Internacional de Medicina, Lisboa, 1906.